# سانسيدو (شركة)
شركة سانسيدو (باليابانية: 株式会社三省堂، أي "شركة سانسيدو المساهمة") هي دار نشر يابانية تأسست عام 1881. تعرف دار سانسيدو للنشر بإصداراتها للمعاجم والكتب المدرسية, ويبلغ اجمالي عدد موظفيها 100 موظف.
يقع المقرّ الرئيسي للشركة في المنطقة الواقعة في العاصمة  اليابانية طوكيو بين محطة سويدوباشي ونهر كاندا، في موقع كان يُستخدم سابقًا كمستودع.

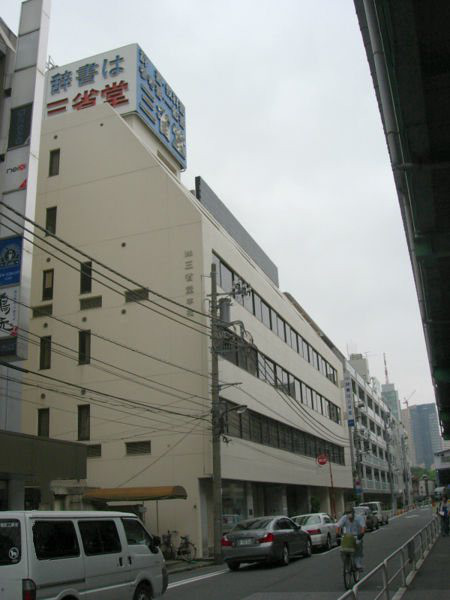
صورة لموقع الشركة الرئيسي عام 2006.

## التاريخ

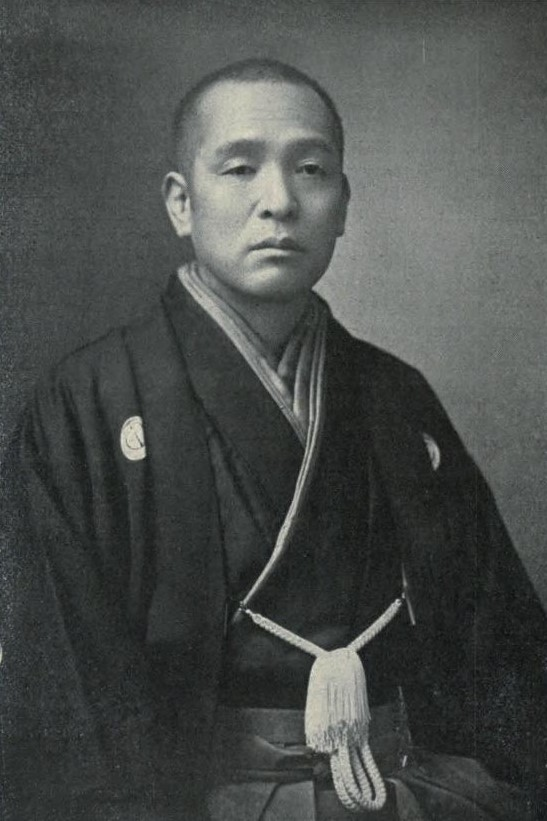
مؤسس سانسيدو تاداكازو كامي

تأسست شركة سانسيدو سنة 1881 على يد تاداكازو كامِيئي، وهو من أسرة هاتاموتو القديمة. بدأت الشركة نشاطها في مجال النشر سنة 1884.
منذ نشأتها، ركزت الشركة أنشطتها التجارية على المجالات التعليمية العليا، فعملت على نشر المعاجم، والموسوعات، والكتب المدرسية، كما نشرت لفترة من الزمن الخرائط، وباعت مواد تعليمية. في حين ركزت منافستها آنذاك في مجال نشر المعاجم، فوزانبو (باليابانية: 冨山房)، على المعاجم الكبيرة الموجَّهة إلى المتخصصين، ركزت سانسيدو على إصدار معاجم أصغر حجمًا وأكثر نفعًا من الناحية العملية. من أجل هذا الغرض، افتتحت الشركة مطبعتها الخاصة سنة 1889.
في تاريخ الثامن عشر من تشرين الأول/أكتوبر سنة 1912، وبعد شهرين فقط من صدور الطبعة السادسة من «الموسوعة اليابانية الكبرى» (باللغة اليابانية: 日本百科大辞典)، أعلنت الشركة إفلاسها، وهو ما شكّل مفاجأة كبيرة لموظفيها وللرأي العام، نظرًا لانتشار معاجمها على نطاق واسع في أنحاء اليابان. في عام 1915، وباقتراح من توروؤو نجل تاداكازو، الذي كان حينها طالبًا جامعيًا يتمتع بخلفية في الاقتصاد والمحاسبة، تم فصل نشاط النشر عن نشاط بيع الكتب. وقد انضم توروؤو لاحقًا إلى الشركة بعد تخرجه، وتولّى رئاستها في تموز/يوليو من عام 1930. 
في أواخر سبعينيات القرن العشرين، شهد نشاط النشر في الشركة ركودًا كبيرًا، سرعان ما أعقبه إعلان الإفلاس. غير أنّ الشركة عاودت النهوض مجددًا في عام 1981، حيث تم فصل قسم الطباعة ليصبح كيانًا مستقلًا. 

## الإصدارات المعجمية

### معاجم اللغة اليابانية

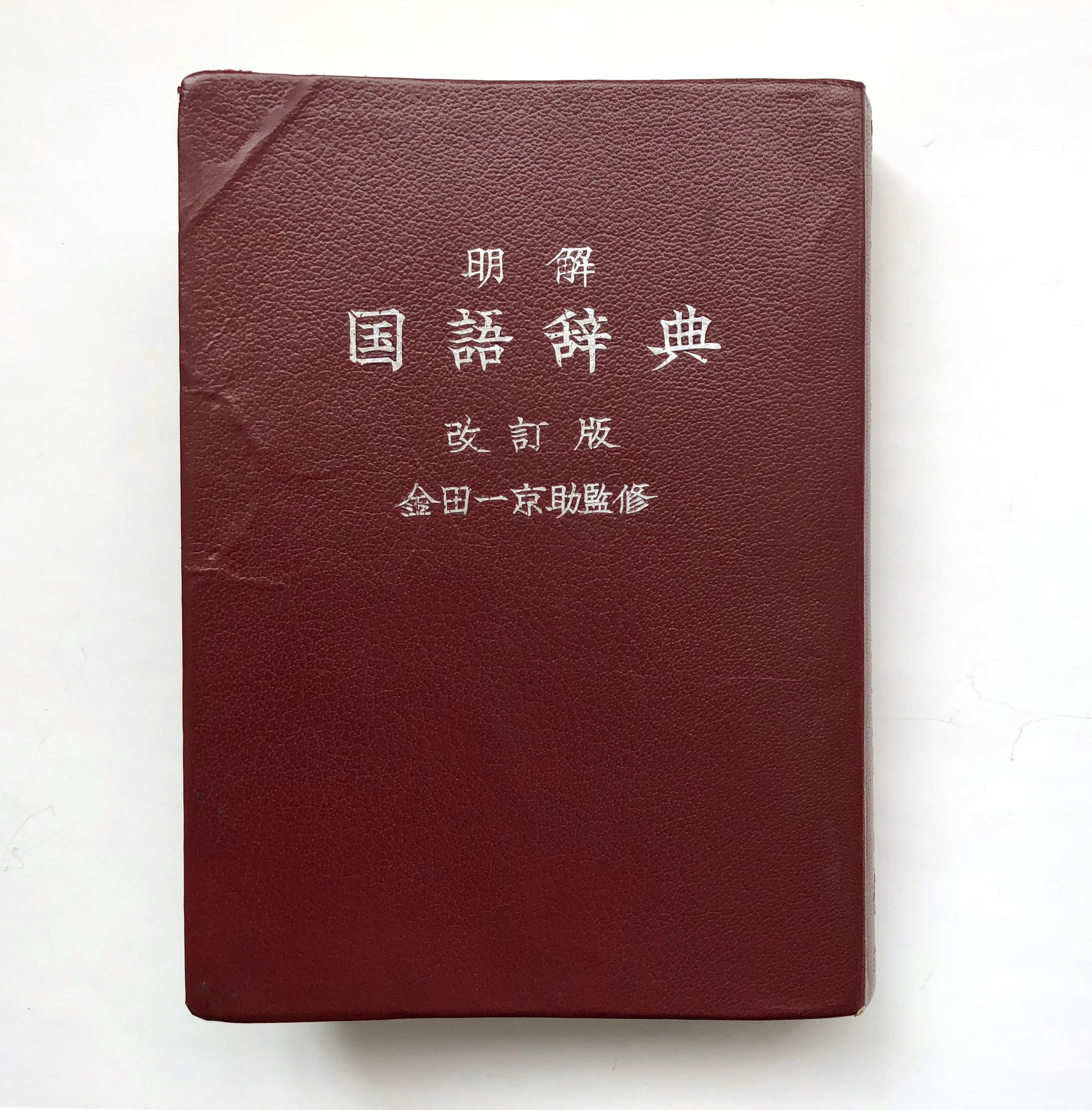
طبعة منقحة لمعجم شين ميكاي للغة اليابانية.

معجم شين ميكاي للغة اليابانية (باللغة اليابانية: 新明解国語辞典) الذي يعد المعجمَ الأعلى مبيعًا في اليابان ضمن معاجم اللغة اليابانية، ويشتهر بتعريفاته الفريدة والمباشرة وأمثلته الواضحة. تم تأليفه بشكل شبه كامل على يد رئيس التحرير تاداو يامادا، وتنعكس أفكاره بوضوح في محتوى المعجم.

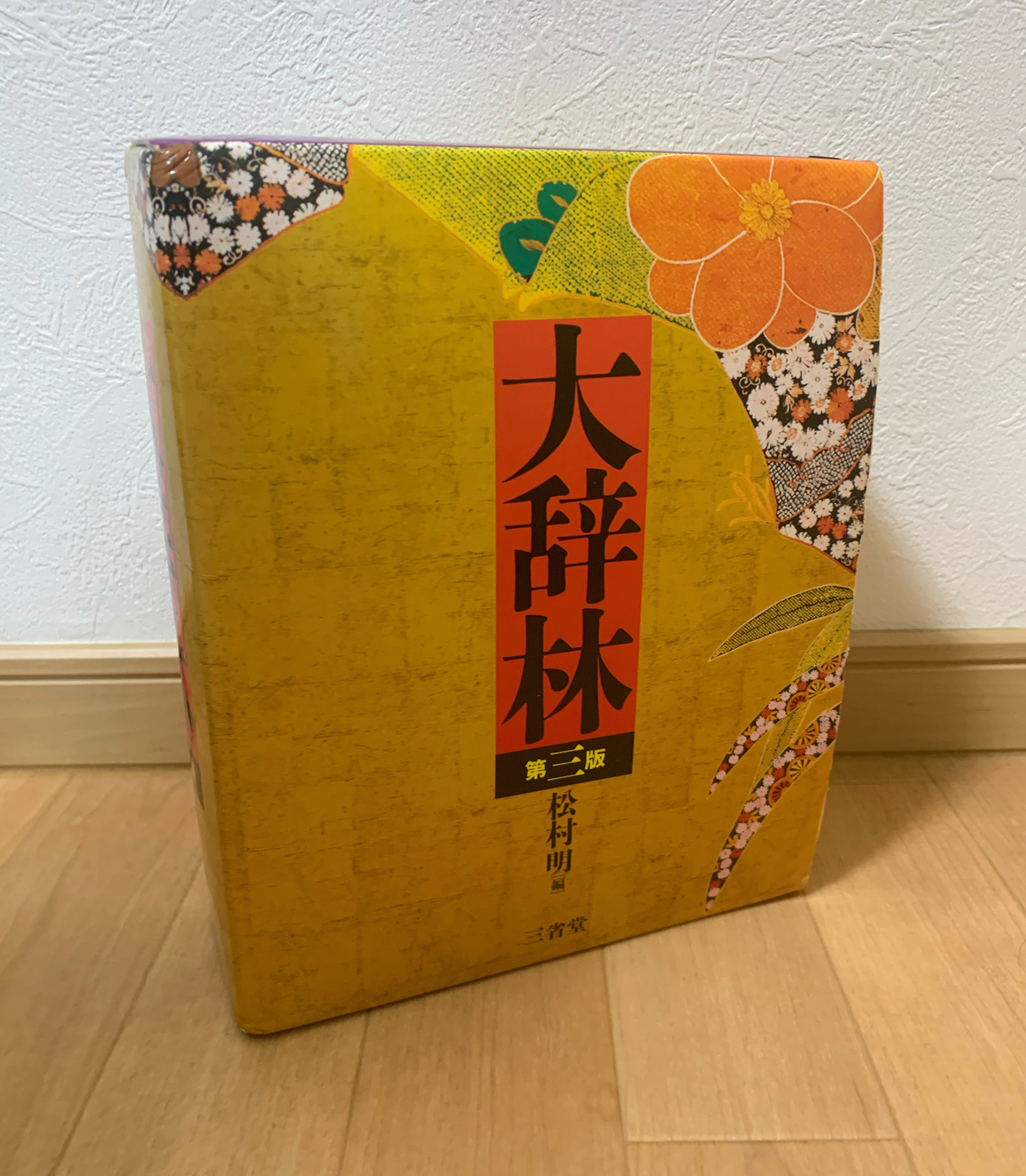
صورة للطبعة الثالثة من معجم داجيرين.

معجم دايجيرين من إصدار دار سانسيدو للنشر ينافس، معجم كوجيئين الصادر عن دار إيوانامي شوتن، على الحصة السوقية للمعاجم اليابانية أحادية المجلد. يتميّز معجم دايجيرين بدقّته وشموله، إلى جانب احتوائه الواسع على الكلمات الحديثة والمصطلحات المكتوبة بأبجدية الكاتاكانا. في المقابل، يتمتّع معجم كوجيئين بأفضلية في تغطيته للنصوص الاتباعية واللهجات الإقليمية.
معجم كوجيرين يعتبر معجمًا يابانيًا متوسط الحجم، وقد طواه النسيان إلى حدّ ما في الوقت الحاضر، غير أنه كان يحظى بشعبية واسعة في اليابان وكوريا خلال الفترة السابقة للحرب العالمية الثانية. وصف الأديب والشاعر الياباني يوكيو ميشيما هذا المعجم بأنه معجمه الياباني المفضّل، وظل يستخدمه حتى تمزّق من كثرة الاستعمال. ورغم أنه كان يستخدم معجم كوجيئين أيضًا إلى جانبه، الا ان هكان أكثر ألفة وارتياحًا مع كوجيرين.

### المعاجم الإنجليزية اليابانية
المعجم الوجيز إنجليزي–ياباني كان من المعاجم شائعة الاستعمال لفترة طويلة امتدت من أواخر القرن التاسع عشر حتى منتصف القرن العشرين.
معجم ذا وِزدُم (بالإنجليزية: The Wisdom)، وُضع بالاعتماد على مدوّنة دار سانسيدو النصية، وصدر لأول مرة سنة 2003، ثم نُقِّح في أواخر سنة 2006 وصدر بصيغة معجم رقمي على الشبكة العنكبوتية.

## للمطالعة المتعمقة
- معجم دايجيرين